# 東麥迪遜鎮區 (密蘇里州波爾克縣)
東麥迪遜鎮區（英語：East Madison Township）是位於美國密蘇里州波爾克縣的一個行政鎮區。

## 地方資料
東麥迪遜鎮區的面積為61.42平方千米，當中陸地面積為61.22平方千米，而水域面積為0.20平方千米。根據2020年美國人口普查的數據，當地共有人口598人，而人口密度為每平方千米9.74人。